# Mesochorus lilioceriphilus
Mesochorus lilioceriphilus är en stekelart som beskrevs av Schwenke 2000. Mesochorus lilioceriphilus ingår i släktet Mesochorus och familjen brokparasitsteklar. Inga underarter finns listade i Catalogue of Life.